# Seton Palace
Seton Palace war ein Herrenhaus in der Nähe der Ortschaft Prestonpans in der schottischen Council Area East Lothian.

## Geschichte
Den Palast ließ George Seton, 4. Lord Seton, im 15. Jahrhundert errichten. Im Stil ähnelte er Winton House und galt im 16. und 17. Jahrhundert als eine der erstrebenswertesten schottischen Residenzen.
Nach dem Jakobitenaufstand 1715 hatten die Besitzer des Palastes, die Earls of Winton, ihre Besitzungen an die Krone verwirkt. Bereits in den 1780er-Jahren war Seton Palace eine Ruine und 1789 beauftragte der damalige Eigentümer des Anwesens, Lieutenant Colonel Alexander Mackenzie von den 21. Dragonern den Architekten Robert Adam mit dem Bau von Seton Castle.
Die Reste des alten Palastes wurden 1790 abgerissen und beseitigt.